# エストニア語訳聖書
エストニア語訳聖書（エストニアごやくせいしょ、英語: Bible translations into Estonian）はキリスト教聖書のエストニア語への翻訳を記す。エストニア語はエストニアで使われていて、フィンランド語と同じく、ウラル語族・フィン・ウゴル語派・バルト・フィン諸語に属するが、歴史的にエストニアにはドイツ系移民が多いので、ドイツ語の影響を多く受けている。

## 概要
最初のエストニア語訳聖書は、1686年にヨハネス・グッツラフ（Johannes Gutslaff、1657年生まれ）がエストニア語南方言の旧約聖書を翻訳し、1715年には新約聖書も翻訳しているが、出版されることはなかった。。
グッツラフの聖書翻訳を参考にして、1715年にはアントン・トル・ヘレ（Anton thor Helle、1683－1748年）により、エストニア語北方言による初めての新約聖書が翻訳・出版された。続いて1739年には、旧約聖書を含む全聖書が出版された。
ヘレの聖書はその後何回も改訂され、1896年のC.マルム（C. Malm）による改訂もその一つである。
その後ソヴィエト連邦時代も含めて聖書翻訳は進まなかったが、最近その時代にスウェーデンへ逃れたエストニア人たちによって二番目のエストニア語の聖書全書が、1960年に翻訳・出版された。
またエストニアでも1980年代に翻訳が進み、1997年に新しい翻訳の聖書が出版された。書籍でも、CDでも出版されていて、新約聖書は音声（MP3）でも聞くことができる。

## 翻訳の例
| 翻訳書                | ヨハネ3:16 (エストニア語) |
| --------------------- | --- |
| The Bible in Estonian | Sest nõnda on Jumal maailma armastanud, et Ta Oma Ainusündinud Poja , on annud, et ükski, kes Temasse usub, ei saaks hukka, vaid et temal oleks igavene elu! |

## 参照項目
- エストニアの宗教
- 聖書翻訳
- 言語別聖書の一覧